# João Abade
João Abade (Tucano, data desconhecida – Canudos, 1897) foi um dos líderes guerrilheiros durante a Guerra de Canudos.
Nascido na então vila de Tucano, João Abade descendia de boa família.
Já antes da chegada de Antônio Conselheiro e seu séquito a Canudos, João Abade era um dos principais líderes do grupo. Em maio de 1893 liderou o primeiro choque entre os conselheiristas e a polícia estadual baiana, em Maceté.
Em Canudos, chefiava a Guarda Católica, também chamada de Companhia do Bom Jesus, que cobria a segurança de Antônio Conselheiro e a defesa do povoado. Era chamado de "chefe do povo". Segundo José Travessia, um dos sobreviventes da guerra, Abade era "um homem direito e com ele não havia moleza". Dirigiu o ataque contra a 2a Expedição do tenente Pires Ferreira, em novembro de 1896, em Uauá.
Morreu na fase final da guerra, ferido por um estilhaço do patamar de uma das igrejas, na praça central do arraial.